# Онучин Михайло Васильович
Михайло Васильович Онучин (рос. Михаил Васильевич Онучин; 16 вересня 1903 — 5 жовтня 1943) — радянський військовий інженер, Герой Радянського Союзу (1943, посмертно). Відзначився під час битви за Дніпро під час німецько-радянської війни.

## Життєпис
Народився 16 вересня 1903 року в селі Мале Онучино (нині у Сернурському районі республіки Марій Ел РФ) у селянській родині. Росіянин. Освіта середня.
З 1921 року у РСЧА. Член ВКП(б) з 1925 року.
В 1931 році закінчив Військово-технічну академію РСЧА.
На фронтах німецько-радянської війни з 1941 року. Начальник інженерних військ 3-ї гвардійської танкової армії (Воронезький фронт) гвардії полковник М. В. Онучин при форсуванні Дніпра частинами армії у районі сіл Трахтемирів та Григорівка (Канівський район Черкаської області) з 22 вересня по 5 жовтня 1943 року, у зв'язку з відсутністю табельних переправних засобів, організував засоби переправ із підручних матеріалів, що сприяло успішному форсуванню річки.
Загинув 5 жовтня 1943 року. Похований у місті Переяслав.

## Звання та нагороди
17 листопада 1943 року Михайлу Васильовичу Онучину присвоєно звання Героя Радянського Союзу посмертно.
Також нагороджений:
- орденом Леніна
- орденом Червоного Прапора

## Вшанування пам'яті
У місті Переяслав одна з вулиць носить ім'я Михайла Онучина.